# Amphiascoides dispar
Amphiascoides dispar är en kräftdjursart som först beskrevs av T. och A. Scott. Enligt Catalogue of Life ingår Amphiascoides dispar i släktet Amphiascoides och familjen Diosaccidae, men enligt Dyntaxa är tillhörigheten istället släktet Amphiascoides och familjen Miraciidae. Arten är reproducerande i Sverige. Inga underarter finns listade i Catalogue of Life.